# Sex and Drugs and Rock and Roll
Sex and Drugs and Rock and Roll ist ein Rock-’n’-Roll-Song aus dem Jahr 1977, der von Ian Dury gemeinsam mit Chaz Jankel geschrieben und von Ian Dury gesungen wurde, zu dem Zeitpunkt offiziell noch ohne seine Band Blockheads.
Der Ausdruck wurde bereits vorher als Redewendung im Englischen mindestens seit den späten 1960ern und frühen 1970ern verwendet und fand auch Eingang in den deutschen Sprachraum.

## Entstehungsgeschichte
Der Song wurde von Ian Dury gemeinsam mit Chaz Jankel, dem Gitarristen und Keyboardspieler der Blockheads geschrieben. Ein erster Textvorschlag von Dury wurde von Jankel erst dann aufgegriffen, als Dury das Grundmotiv summte. Dury hatte dieses Riff aus einer Basslinie von Charlie Haden, die auf Ornette Colemans Free-Jazz-Album Change of the Century ertönte. Dury und Jankel wandelten dieses Motiv leicht ab:

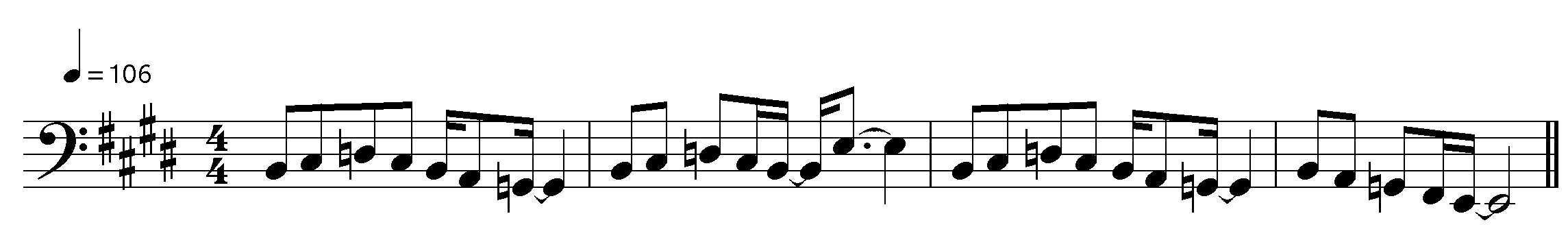

Ian Durys Gesang wurde von Charlie Charles am Schlagzeug und Norman Watt-Roy am Bass, ebenfalls Mitglieder der Blockheads, begleitet. Produziert wurde das Stück laut Label der Single von Nobody. Im August 1977 wurde es als Single-A-Seite auf Stiff Records mit der Bestellnummer BUY 17 herausgebracht. B-Seite war Razzle in my Pocket (True Story).

## Wirkungsgeschichte
Sex & Drugs & Rock & Roll war eine der ersten Veröffentlichungen auf dem Stiff-Label, dem Ian Dury sich im August 1977 angeschlossen hatte. Es war die erste Platte von Ian Dury nach der Auflösung von Kilburn & the High Roads. Der Song wurde schnell zu einem Klassiker; 19.000 Exemplare wurden innerhalb weniger Tage verkauft. Doch Presse und Öffentlichkeit protestierten heftig wegen des Textes; die BBC setzte das Lied auf den Index. Stiff stellte den Verkauf schon nach kurzer Zeit wieder ein – Ian Dury musste weiter auf seinen ersten Charthit warten. Dem Song tat die Indizierung allerdings gut – in der Zeit von Punk und New Wave wurde er nun erst recht gehört. Pressungen aus Kontinentaleuropa, wo man keine Bedenken wegen des Textes hatte, wurden nach England importiert und zum Teil sehr teuer verkauft.
Stein des Anstoßes war vor allem der textliche Einstieg ins Lied: „Sex and drugs and rock and roll / is all my brain and body need / sex and drugs and rock and roll / is very good indeed.“ („Sex, Drogen und Rock ’n’ Roll sind alles, was mein Hirn und Körper brauchen – Sex, Drogen und Rock ’n’ Roll sind wirklich total gut.“)
Ian Dury sagte über sein Lied, dass es „als milde Ermahnung angefangen, aber als eine schöne Hymne geendet habe“ – und dass es „nahelegen wolle, dass es im Leben mehr gebe als diese drei (Themen)“.
Im Dezember verteilten Stiff Records auf ihrer Weihnachtsfeier eine Singleversion von Sex & Drugs & Rock & Roll, auf deren B-Seite sich zwei Liveaufnahmen von Ian Dury & the Kilburns, nämlich Two Steep Hills (A Recitation) und England's Glory befanden. 500 weitere Exemplare dieser Single wurden 1978 nachgepresst und in einem Preisausschreiben des NME verlost. Diese Single hatte die Katalognummer FREEBIE 1.
Auf der ersten Ausgabe von Ian Durys erstem Stiff-Album New Boots and Panties!!!, das am 30. September 1977 herauskam, war der Song nicht vorhanden; auf späteren Pressungen wurde er (zunächst ohne auf dem Cover genannt zu werden) hinzugefügt.
Sex & Drugs & Rock & Roll ist der Titel eines biografischen Films über Ian Dury aus dem Jahr 2010.

## Neurowissenschaftlicher Hintergrund
Die meisten Drogen bewirken eine bevorzugte Freisetzung von neuronalem Dopamin im Nucleus accumbens. Neuere Forschung deutet darauf hin, dass viele zwanghafte (nicht drogenbezogene) Verhaltensweisen wie Hypersexualität, pathologisches Glücksspiel oder zwanghaftes Musikhören ebenfalls Dopamin im Nucleus accumbens freisetzen.